# Dermot Earley

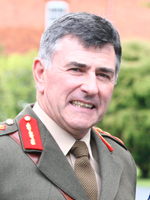
Dermot Earley

Dermot Earley (irisch: Diarmuid Ó Mochóir; * 24. Februar 1948 in Gortaganny, County Roscommon, Irland; † 23. Juni 2010) war ein irischer Gaelic-Football-Spieler und als Generalleutnant bis kurz vor seinem Tod Generalstabschef der Irischen Armee.

## Biografie

### Militärische Laufbahn
Earley trat nach dem Schulbesuch 1965 als Kadett in die Irischen Streitkräfte (Óglaigh na hÉireann) ein. Zwischen 1975 und 1977 war er Offizier bei einer UN-Mission im Mittleren Osten. Er gehörte zu den ersten Soldaten, die in der im März 1980 aufgestellten Spezialeinheit Army Ranger Wing (Sciathán Fianóglach an Airm) dienten. Zwischen 1982 und 1983 war er Offizier bei der United Nations Interim Force in Lebanon (UNIFIL).
Nach Verwendungen innerhalb der Irischen Streitkräfte war Earley von 1987 bis 1991 stellvertretender Militärberater von UN-Generalsekretär Javier Pérez de Cuéllar im Hauptquartier der Vereinten Nationen in New York City. Nach seiner Beförderung zum Oberstleutnant 1995 wurde er Kommandeur des 27. Infanteriebataillons an der inneririschen Grenze. Seine weiteren Beförderungen erfolgten 2001 zum Oberst, im Dezember 2003 zum Brigadegeneral und im März 2004 zum Generalmajor.
Im April 2007 wurde er zum Generalleutnant befördert und als Nachfolger von Generalleutnant James Sreenan zum Chef des Generalstabes (Chief of Staff of the Defence Forces) ernannt. Diese Funktion bekleidete er bis zum 13. Juni 2010, als er aus Gesundheitsgründen in den vorzeitigen Ruhestand trat. Nachfolger wurde Generalmajor Sean McCann.

### Sportliche Laufbahn
Dermot Earley war darüber hinaus ein herausragender Gaelic Football-Spieler und spielte rund 20 Jahre für die Klubs Michael Glavey's GAA und Sarsfields GAA Kildare im Mittelfeld (Lár na páirce). Zugleich gehörte er bei Spielen zwischen den Countys von 1965 bis 1985 zur Mannschaft des County Roscommon, Roscommon GAA. Mit dieser gewann er 1972, 1977, 1978, 1979 und 1985 fünfmal die Connacht Senior Football Championship sowie 1978/79 den Pokal der National Football League. 1974 und 1979 gehörte er zu den Gewinnern des GAA All Stars Awards. Ihm gelang mit seiner Mannschaft jedoch nie der Sieg des Sam-Maguire-Cup beim All-Ireland Senior Football Championship, sondern lediglich 1980 ein zweiter Platz beim Finale im Croke Park gegen die Mannschaft aus dem County Kerry.